# Dorothy Hamill
Dorothy Stuart Hamill (* 26. Juli 1956 in Chicago, Illinois) ist eine ehemalige US-amerikanische Eiskunstläuferin, die im Einzellauf startete. Sie ist die Olympiasiegerin von 1976 und die Weltmeisterin von 1976.

## Jugend
Dorothy Hamill ist das jüngste von drei Kindern von Carol und Chalmers Hamill. Sie wuchs in Greenwich, Connecticut auf. Mit acht Jahren begann sie mit dem Eiskunstlaufen, ein Jahr später nahm sie Trainingsstunden. Da in ihrer Gegend die Bedingungen zum Trainieren nicht über das ganze Jahr hinweg gut waren, begann sie am Sky Rink in New York City zu trainieren und im Sommer in Lake Placid, später dann in Toronto bei Sonya Klopfer. Während ihrer Wettkampfkarriere war Carlo Fassi ihr Trainer.

## Sportliche Karriere
Ihre erste Weltmeisterschaft bestritt Hamill 1972 und belegte den siebten Platz. 1973 wurde sie Vizemeisterin bei den nationalen Meisterschaften hinter Janet Lynn. Bei der Weltmeisterschaft in diesem Jahr verpasste sie als Vierte knapp eine Medaille. 1974 wurde Hamill zum ersten Mal US-amerikanische Meisterin und gewann bei der Weltmeisterschaft in München ihre erste Weltmeisterschaftsmedaille. Sie wurde Vize-Weltmeisterin hinter Christine Errath aus der DDR. Dabei hatte sie vor der Kür noch das Eis unter Tränen verlassen, da das Publikum gnadenlos buhte. Sie hatte nicht bemerkt, dass das Publikum nicht ihretwegen, sondern wegen der schlechten Bewertung Gerti Schanderls buhte. Dorothy Hamill wurde über die Situation informiert und lief, obwohl sie als nervenschwach galt, anschließend die beste Kür des Feldes und sicherte sich somit die Silbermedaille. Ein Jahr später verteidigte Hamill ihren Titel bei den nationalen Meisterschaften und wiederholte ihr Ergebnis der letzten Weltmeisterschaft. In Colorado Springs musste sie sich deutlich der in den USA geborenen und aufgewachsenen, aber für die Niederlande startenden, Dianne de Leeuw beugen, bezwang allerdings Errath. Das olympische Jahr 1976 sollte Hamills großes Jahr werden. Erst gewann sie zum dritten Mal in Folge die nationale Meisterschaft, dann wurde sie in Innsbruck Olympiasiegerin und in Göteborg schließlich Weltmeisterin. Zu den Olympischen Spielen war sie eigentlich nicht als Favoritin gegangen, gewann aber mit einstimmigem Punktrichterurteil, nicht zuletzt, weil Errath und de Leeuw Fehler machten. Sie war die letzte Olympiasiegerin im Eiskunstlaufen ohne Dreifachsprung. Später berichtete Hamill, dass eine Konkurrentin und ihr Trainer versuchten, sie im olympischen Dorf zu überfahren. Carlo Fassi sah das Auto jedoch und verhinderte es. Hamill sagte nie, wer die beiden gewesen sind. Nach dem Olympiasieg wurde Hamill sehr populär in den USA, ihre Frisur wurde zum Trend und 1977 fertigte man auch eine Puppe nach ihr. Eine Pirouette wurde nach ihr "Hamill Camel" benannt.

## Eisrevue-Karriere
1976 beendete sie ihre Amateurkarriere und wechselte zu den Profis. Sie war das Zugpferd der Eisrevue Ice Capades von 1977 bis 1984.
Hamill schrieb zwei Autobiografien mit den Titeln "On and Off the Ice" und "A Skating Life: My Story". Sie war von 1982 bis 1984 mit Dean Paul Martin, dem Sohn von Dean Martin, verheiratet und von 1987 bis 1995 mit Kenneth Forsythe, mit dem sie die Tochter Alexandra hat. 1991 wurde Hamill in die Eiskunstlauf Hall of Fame des Eiskunstlaufens aufgenommen.

## Privatleben
Am 4. Januar 2008 gab sie bekannt, sich wegen Brustkrebs in Behandlung begeben zu haben. Sie empfahl Leuten eine pflanzenbasierte Diät, um das Risiko für derlei Krankheiten zu reduzieren. Im Februar 2010 verkündete sie, erneut geheiratet zu haben.

## Ergebnisse
| Wettbewerb / Jahr                | 1971 | 1972 | 1973 | 1974 | 1975 | 1976 |
| -------------------------------- | ---- | ---- | ---- | ---- | ---- | ---- |
| Olympische Winterspiele          |      |      |      |      |      | 1.   |
| Weltmeisterschaften              |      | 7.   | 4.   | 2.   | 2.   | 1.   |
| US-amerikanische Meisterschaften | 5.   | 4.   | 2.   | 1.   | 1.   | 1.   |

## Werke
- Dorothy Hamill, Elva Clairmont: Dorothy Hamill – On and Off the Ice. Alfred A. Knopf, New York 1983, ISBN 0-394-85610-4.
- Dorothy Hamill, Deborah Amelon: A Skating Life. Hyperion Books, New York 2007, ISBN 978-1-4013-0328-0.